# 韦伊内·彭塔拉
韦伊内·彭塔拉（芬蘭語：Väinö Penttala，1897年1月16日—1976年2月28日），芬兰男子摔跤运动员。他曾代表芬兰参加1920年夏季奥林匹克运动会摔跤比赛，获得男子自由式中量级银牌。